# 池本元光
池本元光（いけもと　もとみつ、1947年-）は、大阪府出身の自転車での冒険家。日本人として初の自転車世界一周記録を打ち立てた。日本アドベンチャーサイクリストクラブ（Japan Adventure Cyclist Club JACC）の創設者。

## 経歴
- 1968年　「7年計画・100カ国訪問・4万キロ走破」を目標に20万円を手にして自転車で世界一周に出る。
- 1970年　アメリカ合衆国アラバマ州ハンツビル名誉市民章
- 1971年　南米ベネズエラ国立スポーツ協会名誉サイクリスト章
- 1972年　4年4カ月の歳月を費やし世界5大陸47カ国41,840ｋｍを自転車で走破し帰国
- 1974年4月より　財団法人自転車センター（関西サイクルスポーツセンター）勤務
- 1978年2月　キリマンジャロ自転車登頂
- 1979年　日本アドベンチャーサイクリストクラブ（JACC）創設
- 1982年より　財団法人日本サイクリング協会常任委員
- 1987年-1991年　大阪市青少年指導員
- 1991年-1993年、2000-2002年　大阪市青少年福祉委員
- 1991年-1999年　大阪府ユースサービス大阪（財団法人大阪府青少年活動財団）「大阪やんちゃ大賞」運営委員
- 2001年10月-2002年4月　大阪府河内長野市生涯学習推進計画策定委員
- 2001年3月より　NPO法人「河野兵市　心と夢クラブ」理事
- 還暦を過ぎてもなお台湾、ロサンゼルス、テキサス、メキシコ、アルゼンチン、チリと海外に飛び出し冒険を続けている。

## 著書
- 『世界ペダル紀行』上下巻（全国学校図書館協議会選定図書）（サイマル出版会、1974年）
- 『アフリカよ、キリマンジャロよ』（サイマル出版会、1979年）
- 『自転車冒険大百科』（大和書房、1986年）

## テレビ番組
- テレビ大阪・自転車の科学「自転車はなぜ倒れずに走るのか」（15分）（1998年12月放送）
- テレビ大阪「自転車の歴史-シマノ自転車博物館リポート」（15分）（1992年6月13日放送）
- サンテレビ「河島英五の週末遊牧民」（1994年4月9日、9月24日）
- NHK衛星第一テレビ「産物列島95、大阪堺市銀輪の街波高しリポート」（30分）（1995年6月6日放送）